# 라샤드 루이스

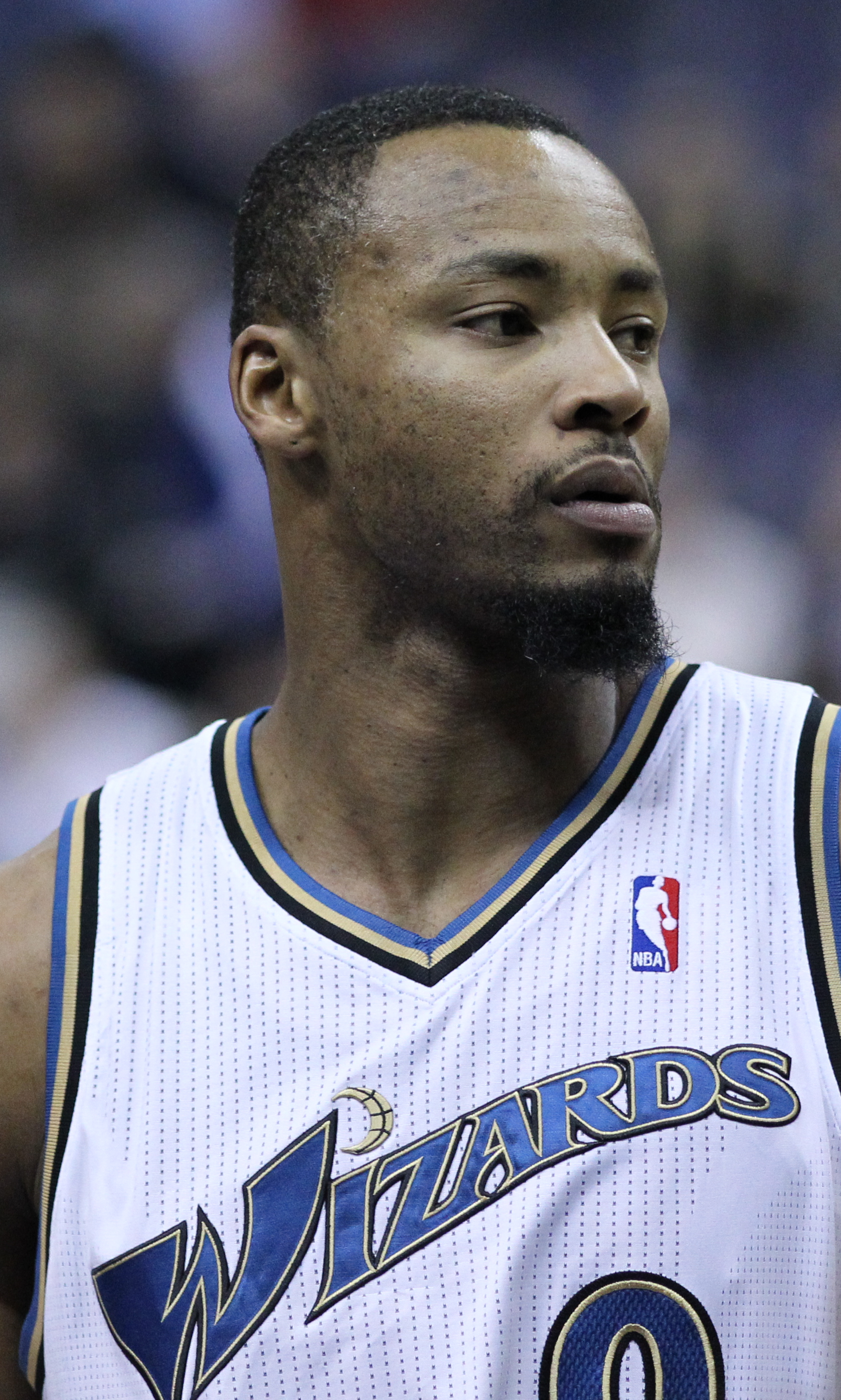

라샤드 루이스(Rashard Lewis, 본명: Rashard Quovon Lewis, 1979년 8월 8일 ~ )는 미국의 전직 프로 농구 선수이다. 루이스는 알리프 엘식 고등학교에서 직접 NBA에 진출했다. 시애틀 슈퍼소닉스(Seattle SuperSonics)의 득점원으로 NBA에서 두각을 나타냈고, 이후 올랜도 매직(Orlando Magic), 워싱턴 위저즈(Washington Wizards), 마이애미 히트(Miami Heat)의 멤버였다. 두 번의 NBA 올스타 선정을 획득했다. 하나는 시애틀에서, 다른 하나는 올랜도에서 우승했다.
루이스는 히트의 멤버로서 2013년 NBA 챔피언십에서 우승하며 세 차례 NBA 결승에 진출했다.

## 경력
NBA 경력
- 시애틀 슈퍼소닉스(1998~2007)
- 올랜도 매직 (2007-2010)
- 워싱턴 위저즈 (2010-2012)
- 마이애미 히트(2012~2014)
- 댈러스 매버릭스 (2014)

빅3 경력
- 스리 헤디드 몬스터스(2017~현재)